# Albânia (província do Império Sassânida)

Cáucaso no século V

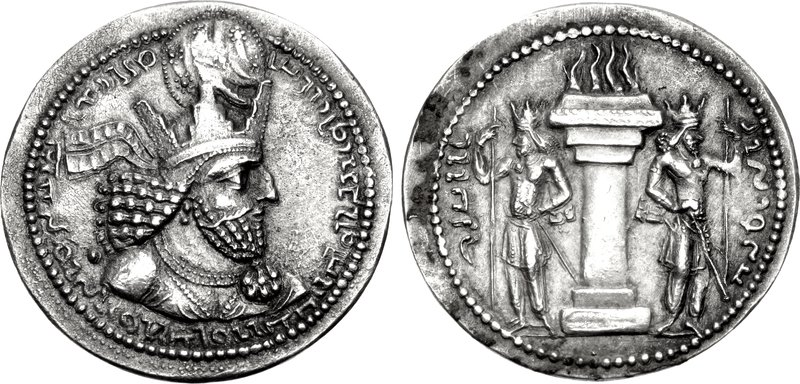
Dracma de cunhado ca. 240-244

Albânia (em latim: Albania; em parta: Ardhan; em persa médio: Arran) foi satrapia (província) do Cáucaso do Império Sassânida entre 252/253 e 639/643. Torna-se província com a conquista pelo xá Sapor I (r. 240–270). Embora a realeza não foi abolida, o rei perde sua autoridade, que foi entregue ao governador marzobã designado à Albânia. O país se converte ao cristianismo por influência de Urnair, um rei em meados do século IV, mas se mantêm leal aos persas. O rei também é citado participando de campanhas junto dos xás.

## História
Em 252-253, a Albânia, junto com a Ibéria e Armênia, foi conquistada e anexada pelo Império Sassânida sob o xá Sapor I (r. 240–270). A Albânia reteve sua monarquia, mas o rei não tinha poder de fato e boa parte de sua autoridade civil, religiosa e militar recaiu sobre o marzobã (governador militar). Em 297, o Tratado de Nísibis de Narses I (r. 293–302) com o imperador Diocleciano (r. 284–305) define o restabelecimento do protetorado do Império Romano sobre a Ibéria, mas a Albânia permanece parte integral do Império Sassânida.
Em meados do século IV, o rei albanês Urnair chegou na Armênia com seus dignitários e foi batizado por Gregório, o Iluminador, mas o cristianismo se espalhou vagarosamente na Albânia. Grigoris, um neto de Gregório, foi consagrado bispo da Ibéria e Albânia e chega a Albânia, constroi uma igreja e estabelece sacerdotes na cidade-forte de Tri, mas os locais matam os sacerdotes e rebelam-se contra o rei, com ajuda do xá. Tri foi então tomada pelos argesaciques (argesaċik) persas. Em 359, Sapor II (r. 309–379) marchou contra Amida junto do rei da Albânia; os albaneses foram colocados no norte da cidade. Unair (o anterior ou seu sucessor) ainda era aliado do xá quando o último invadiu a Armênia em 372.

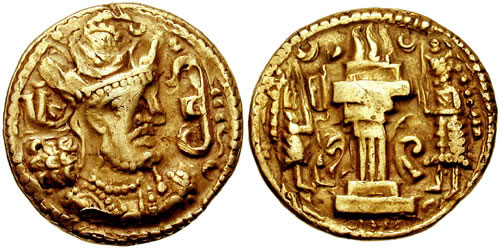
Dinar de ouro de r.

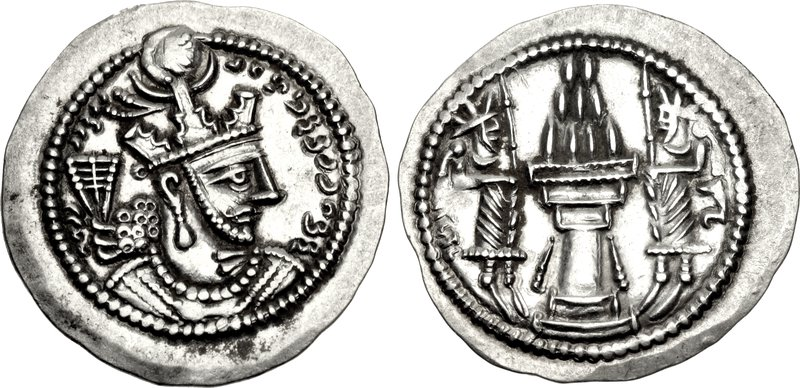
Dracma de r.

A batalha ocorreu próximo de Vagabanta (Bagauna) no rio Arsânias, mas Urnair foi ferido pelo general armênio Musel I Mamicônio, que permitiu-o fugir. Em seu retorno à Albânia, Urnair secretamente informa Musel que Sapor estava se preparando para atacá-lo. A lealdade mais ou menos interessada dos albaneses implica porque os persas ajudaram-nos a tomar dos armênios a margem direita inteira do rio Ciro ao Araxes, incluindo os distritos de Otena (com as cidades de Calcal e Cartava), Sacasena, Coltena, Gardamana e Orquistena. Esses territórios permaneceram em posse da Albânia.
Sob Isdigerdes II (r. 438–457), o xá lança um édito que requeria que todos cristão em seu império se convertesse ao zoroastrismo por temer que os cristãos se aliassem ao Império Romano, que recentemente adotou o cristianismo. Isso levou aos albaneses procurarem a ajuda dos armênios, que se revoltaram com o anúncio das medidas proscritivas. Numa batalha próximo de Xalxal, os persas foram derrotados e fugiram e os armênios atacaram as cidades e fortes ocupados pelos persas na Albânia e tomaram posse do "passo dos hunos" (pahak Honacʿ), cuja identificação é desconhecida; pensa-se que pode ser o desfiladeiro de Chor ou o Barmaque). Os persas que guardavam o passo foram mortos e ele foi colocado sob controle de Vaanes, um príncipe albanês. Apesar disso, o zoroastrismo se espalhou na Albânia e o rei Vache II, filho de Arsvalém e neto pelo lado materno de Isdigerdes, foi convertido à religião oficial, mas logo re reconverte ao cristianismo.
Com a ascensão de Perozes I (r. 459–484), Vache abre o passo de Chor (Derbente) aos masságetas e com seu apoio ataca o exército persa. Perozes responde permitindo aos hunos atravessar o passo de Darial, e a Albânia foi devastada. Após período de negociações, os reis chegaram a um acordo: ao entregar sua mãe (irmã de Perozes) e sua irmã, ambas cristãs, Vache obteve mil famílias cedidas a ele por Isdigerdes como sua parte na herança do rei. Com a morte de Vache, a Albânia permaneceu 30 anos sem rei até o xá Balas (r. 484–488) restabelecer a monarquia com Vachagã III (r. 485–523), parente de Isdigerdes e do antigo rei Vache II. Demonstrou grande zelo pelo cristianismo, levando os nobres que apostataram a retornar ao cristianismo e guerrear contra os magos e as práticas pagãs, idolatria e feitiçaria.

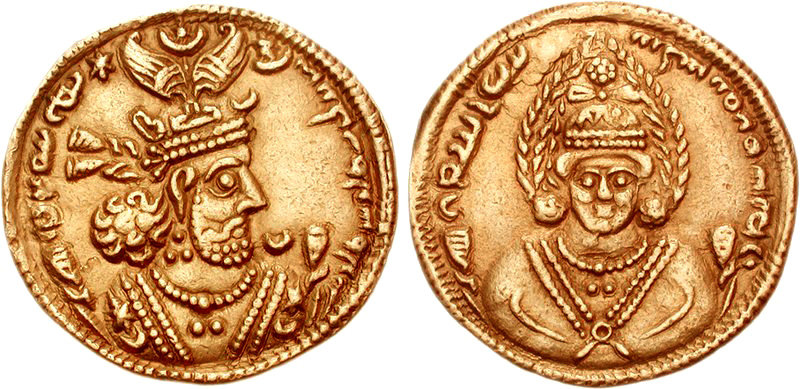
Dinar de ouro de r.

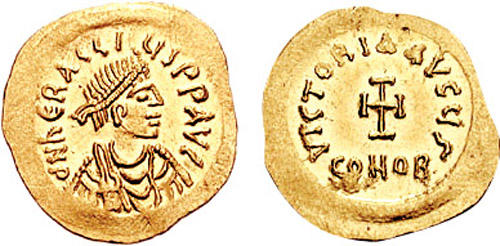
Tremisse do imperador Heráclio r.

Com o fim da dinastia arsácida em 510, é possível que certas dinastias estabeleceram sua autoridade regionalmente e asseguraram seu reconhecimento pelo governo sassânida. Uma dessas famílias pode ter sido a família Miracã (Mihrakan), que alegava ter ascendência sassânida. Cerca de 575, após raide de dois generais bizantinos na Albânia, uma delegação albanesa apresentou-se em Constantinopla e pediu a Justino II (r. 565–578) que a região fosse incorporada ao Império Bizantino, mas o imperador diz-lhes para permanecer sob suserania persa. Segundo Moisés de Dascurã, houve rebelião de nobres albaneses contra Cosroes II (r. 590–628) no começo do século VII e os rebeldes foram levados à corte persa, onde permaneceram por 25 anos; o católico Viro era um eles. Ao chegar do Azerbaijão em 624, Heráclio (r. 610–641) decide invernar na Albânia. Cosroes ordena que os nobres albaneses saíssem de Partava, a capital, e se recolhessem em posições fortificadas. Heráclio acampou em Otena e foi atacado pelos generais Sarbaro e Saíno, mas venceu-os.
Em 626, os cazares (ou goturcos), que concluíram aliança com Heráclio, ameaçaram invadir a Albânia. Cosroes enviou para Partava um governador chamado Gaixaque (Gayšak) com a missão de fortificá-la. Em 628, os cazares invadiram e o marzobã Sema Ustnas (Gusnas?) se recusou a responder ao chamado do líder deles, Sate. O católico Viro se apresentou no campo cazar em Otena e chegou a um acordo com Sate, o que não impediu de Sate declarar-se senhor da Albânia e Chor. No ano seguinte, Sate cobrou um imposto dos pescadores dos rios Ciro e Araxes e também de mercadores, imposto fixado "segundo o levantamento fundiário do Reino da Pérsia" e foi pago em moedas de prata. Por volta da mesma época, Varazes Gregório, membro dos Miracãs, consagrou-se "príncipe da Albânia" por Viro. Em meados do século VII, sob o reinado do califa Otomão, os árabes invadiram a Albânia e o Cáucaso Oriental e tomaram controle de Caspiana, Partava, Sacasena, Gabala, Xirvão, Xaporã (Shaporan/Šāberān) e Chor (Derbente). A Albânia foi reunida à Armênia sob um único governador.

## Administração

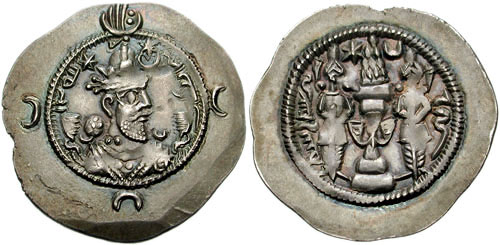
Dracma de r.

O rei da Albânia era um dos principais vassalos do Império Sassânida, mas boa parte de sua autoridade foi transferida ao marzobã. A sede dos marzobãs ficava em Partava, a capital, onde nos séculos V-VI foram cunhados dracmas. No reinado de Isdigerdes II (r. 438–457) parece que houve um marzobã em Chor (Derbente). Segundo inscrições de Derbente, por certo tempo a administração fiscal da Albânia permaneceu sob jurisdição do amargar (coletor de impostos) ou da província vizinha do Azerbaijão.
A corte albanesa parece ter sido reorganizada muito precocemente seguindo o modelo da corte da Armênia, com algumas adições vindas da Pérsia. No tempo do concílio presidido por Vachagã III, dentro os dignitários que participaram da reunião estavam o haramanatar (framadar) e o azarapates, que tinham precedência sobre os "chefes de clã" (azgapetk) e os 'nobres" (azatk). O primeiro equivalia ao grão-framadar, ou primeiro-ministro, da corte sassânida, enquanto o segundo possuía prerrogativas na Albânia hoje desconhecidas, mas é possível que fosse o subordinado imediato do marzobã.

## Cidades e fortificações

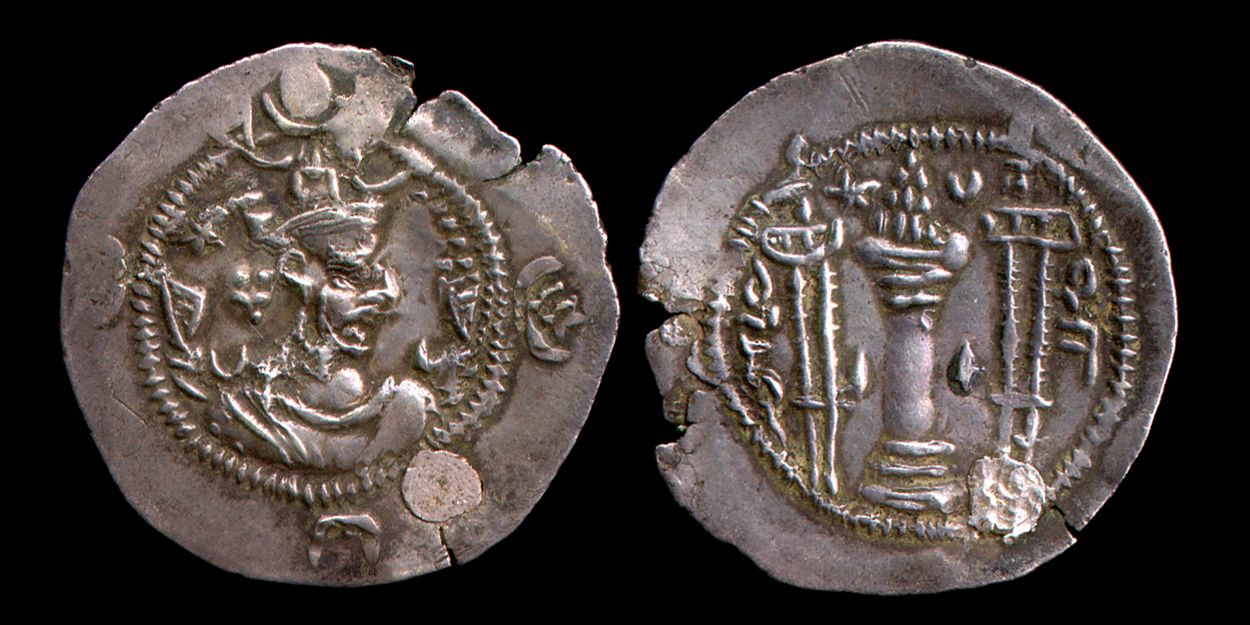
Dracma de (r. 488–496; 499–531)

Partava, antiga cidade armênia, foi estabelecida como capital no século IV. No tempo de Vache II, foi reconstruída por Perozes I sob nome de Perozabade; depois foi refortificada por Cavades I, que rebatizou-a Peroscavade (Pērōzkavād; Cavades Vitorioso). À época Partava era próspero centro comercial e artesão e forte fortaleza no século V. Em Otena ainda havia Xalxal, outra antiga cidade armênia que torna-se residência de inverno dos reis da Albânia, e Divatacana (Diwatakan), "a cidade comercial real". Aluem era residência de verão real. A cidade comercial de Tigranocerta em Gardamana talvez foi fundada por Tigranes, o Grande no século I a.C.. Gabala, a antiga capital, ainda manteve alguma importância e tornou-se sede de um bispado no século V e segundo escavações arqueológicas possuía uma fortaleza e muralhas nos séculos V-VI. Xemaca (Shemakha) ainda florescia.
Isdigerdes II, Cavades I e Cosroes I (r. 531–579) também construíram muitas fortificações no Cáucaso e costa do mar Cáspio para controlar o avanço de invasores do norte, a mais famosa delas sendo Derbente. Ao norte da península de Abxerom há duas muralhas paralelas em Barmaque, conhecidas na Geografia de Pseudo-Moisés como Xorsbem. Também havia muralhas em Xirvão, célebres por seus 30 quilômetros de comprimento, e ao norte de Samur, onde uma terceira linha defensiva construída por Cavades estava situada; era chamada Afzute-Cavade (Āfzūt-Kavād) na Geografia de Pseudo-Moisés.